# Todd Kohlhepp
Todd Christopher Kohlhepp (de nacimiento Sampsell; nacido el 7 de marzo de 1971) es un delincuente sexual, tirador en masa y asesino en serie estadounidense condenado por asesinar a siete personas en Carolina del Sur entre 2003 y 2016. Además, Kohlhepp secuestró al menos a una mujer, violó a otra, y afirma haber matado a muchos más.

## Primeros años
Todd Kohlhepp nació el 7 de marzo de 1971 en Florida y se crio en Carolina del Sur y Georgia. Sus padres se divorciaron cuando él tenía dos años. Su madre obtuvo la custodia y se casó con otro hombre al año siguiente. Informes psicológicos posteriores encontraron que Kohlhepp tenía una relación poco saludable con su padrastro y a menudo quería vivir con su padre biológico, a quien no había visto en ocho años.
Kohlhepp fue descrito como un niño problemático. En la guardería, se sabía que era agresivo con otros niños y destruía sus propiedades. A la edad de nueve años, cuando comenzó a recibir asesoramiento, Kohlhepp fue descrito como "explosivo" y "preocupado por el contenido sexual". También mostró crueldad hacia los animales, disparando a un perro con una pistola de aire comprimido y matando a un pez dorado usando lejía Clorox.
El padre de Kohlhepp dijo más tarde que las únicas emociones de las que era capaz su hijo eran la ira y la locura. Kohlhepp pasó tres meses y medio en un hospital psiquiátrico de Georgia como paciente internado debido a su incapacidad para llevarse bien con otros niños.
Finalmente, en 1983, Kohlhepp fue enviado a vivir con su padre biológico en Arizona después de que su madre y su padrastro se separaron. Tomó el apellido de su padre y comenzó a realizar varios trabajos locales. También heredó la afición de su padre por coleccionar armas y le enseñó a "hacer estallar cosas y fabricar bombas". A pesar de esto, su relación se deterioró debido a la ausencia de su padre con varias novias y Kohlhepp expresó repetidamente su deseo de regresar con su madre, aunque, según los informes, ella puso excusas para extender su estadía.

### Condena por secuestro de 1987
El 25 de noviembre de 1986, Kohlhepp, de 15 años, secuestró a Kristie Granado, de 14, en Tempe, Arizona. La amenazó con un revólver calibre 22, la llevó de regreso a su casa, la ató, le tapó la boca con cinta adhesiva y la violó. Luego, la acompañó a su casa y amenazó con matar a toda su familia si le contaba a alguien lo que había sucedido. Kohlhepp fue acusado de secuestro, agresión sexual y de cometer un delito peligroso contra niños.
En 1987, se declaró culpable del cargo de secuestro y los demás cargos fueron retirados. Fue condenado a quince años de prisión y registrado como delincuente sexual. Según los registros judiciales, a Kohlhepp se le diagnosticó un trastorno límite de la personalidad y se observó que tenía un coeficiente intelectual superior al promedio de 118 (rango percentil 88,5 en σ ⁠= ⁠15).
El juez del caso dijo que Kohlhepp era "muy brillante y debería avanzar académicamente", pero era "conductual y emocionalmente peligroso" y probablemente no podría rehabilitarse. El oficial de libertad condicional de Kohlhepp escribió una descripción similar en documentos judiciales y agregó que Kohlhepp "sentía que el mundo le debía algo". El abogado de Kohlhepp en ese caso continuó diciendo más tarde que, mientras lo defendía "no creía que su cliente fuera a dañar a otros" en el futuro. Durante su encarcelamiento, Kohlhepp fue inicialmente citado por infracciones que incluían algún comportamiento violento; después de cumplir veinte años, sin embargo, no tenía otros antecedentes de desobediencia.

## Liberación
En agosto de 2001, Kohlhepp salió de prisión después de cumplir catorce años y se mudó a Carolina del Sur, donde vivía su madre. Durante su encarcelamiento, asistió y se graduó en Central Arizona College con una licenciatura en ciencias de la computación. De enero de 2002 a noviembre de 2003 trabajó como diseñador gráfico para una empresa en Spartanburg. Comenzó a estudiar en Greenville Technical College en 2003. Se transfirió a la Universidad de Carolina del Sur Upstate al año siguiente y se graduó en 2008 con una licenciatura en administración de empresas y marketing.
A pesar de estar registrado como delincuente sexual, Kohlhepp pudo obtener una licencia inmobiliaria el 30 de junio de 2006, después de mentir sobre el cargo de delito grave en su solicitud. A partir de ahí, creó una empresa inmobiliaria que contaba con una docena de agentes. Había sido reconocido como uno de los agentes con mayor número de ventas en la región de Carolina. La empresa fue cerrada tras su arresto. Kohlhepp también adquirió una licencia de piloto privado y varias propiedades fuera del estado. En mayo de 2014, compró casi 100 acres (40 ha) de tierra, ubicadas en un área a nueve millas (catorce kilómetros) de la comunidad de Moore, por $305,632. Luego colocó una valla, que costó 80.000 dólares, alrededor de la propiedad.
Una clienta que vendió su casa a Kohlhepp lo recordaba como extremadamente extrovertido y profesional, pero señaló que a menudo hablaba de sus armas de fuego y, a veces, utilizaba sutilmente insinuaciones sexuales durante sus conversaciones. Por el contrario, una mujer que ayudó a uno de los empleados de Kohlhepp lo describió como enojado y condescendiente con su pareja. Un banquero que trabajó con Kohlhepp dijo que a menudo veía videos pornográficos, incluso en el trabajo.
Kohlhepp frecuentaba un restaurante Waffle House en Roebuck, donde su comportamiento molestaba a las camareras hasta el punto de que el cocinero comenzó a tomar los pedidos de Kohlhepp por ellas. Según este empleado, una de las camareras era Meagan Leigh McCraw-Coxie, una de las víctimas de Kohlhepp.

## Asesinatos
El 6 de noviembre de 2003, un cliente encontró a cuatro personas muertas a tiros dentro de Superbike Motorsports, una tienda de motocicletas en Chesnee. Las víctimas fueron identificadas como el propietario Scott Ponder, de 30 años; el gerente de servicio Brian Lucas, de 29 años; el mecánico Chris Sherbert, de 26 años; y la contable Beverly Guy, de 52 años, que era la madre de Ponder. Los cuatro murieron por múltiples heridas de bala. Antes de que Kohlhepp confesara los tiroteos en 2016, los investigadores creían que el pistolero, armado con una pistola, entró a la tienda por la parte trasera y mató a Sherbert mientras trabajaba. Luego mató a Guy en medio de la sala de exposición, a Lucas en la entrada principal y a Ponder en el estacionamiento.
Según la esposa de Ponder, Kohlhepp era un cliente descontento que había estado en la tienda varias veces. Según la madre de Kohlhepp, intentó devolver una motocicleta allí, pero los empleados se rieron de él, no le devolvieron el dinero que había pagado por la motocicleta y lo avergonzaron por no saber conducir una correctamente.
El 31 de agosto de 2016, Kala Brown, de 30 años, y su novio Charles David Carver, de 32, desaparecieron después de que fueron a quitar la maleza de una de las propiedades de Kohlhepp. Más tarde, Carver fue encontrado muerto por múltiples disparos en la propiedad. El interés en la desaparición de Brown y Carver aumentó como resultado de las publicaciones en la cuenta de Facebook de Carver después de su desaparición, cuya naturaleza inusual provocó especulaciones de que alguien se hubiera apoderado de su cuenta de Facebook.
El 3 de noviembre, las autoridades encontraron a Brown encadenada a la pared dentro de un contenedor de almacenamiento de metal en la propiedad. Los investigadores la localizaron después de rastrear las últimas señales conocidas de los teléfonos móviles de la pareja, después de lo cual escucharon ruidos de golpes provenientes del interior del contenedor. Una búsqueda en la propiedad de Kohlhepp recuperó el vehículo de Carver, que fue encontrado en un barranco cubierto de maleza.
Según Brown, fue testigo de cómo Kohlhepp le disparó a Carver. La madre de Kohlhepp afirmó que Carver fue asesinado por ser "muy bocazas", lo que a Kohlhepp no le gustaba. También dijo que mantuvo cautiva a Brown porque ella no hizo nada malo y que no quería lastimarla. Sin embargo, Brown declaró a la policía justo después de su rescate que Kohlhepp había matado a Carver porque Kohlhepp estaba "enojado con ella". Durante su cautiverio, Brown fue violada repetidamente e intimidada para que no escapara después de haberle mostrado las tumbas de las otras víctimas de Kohlhepp.
Se descubrieron dos cadáveres en la propiedad de Kohlhepp tras su arresto, del 6 al 7 de noviembre. Más tarde fueron identificados como el matrimonio formado por Johnny Joe Coxie, de 29 años, y Meagan Leigh McCraw-Coxie, de 26 años, residentes de Spartanburg que fueron reportados como desaparecidos el 22 de diciembre de 2015. Supuestamente fueron contratados por Kohlhepp para trabajar en su propiedad. McCraw-Coxie había sido asesinada por una herida de bala en la cabeza el 25 o 26 de diciembre, mientras que Coxie había sido asesinado una semana antes por una herida de bala en el torso. Según el forense del condado, fueron identificados por sus extensos tatuajes.

## Lista de víctimas conocidas
| Nombre                       | Sexo | Edad | Fecha del asesinato/desaparición |
| ---------------------------- | ---- | ---- | -------------------------------- |
| Kristie Granado (sobrevivió) | F    | 14   | 12 de noviembre de 1986          |
| Scott Ponder                 | M    | 30   | 6 de noviembre de 2003           |
| Brian Lucas                  | M    | 29   | 6 de noviembre de 2003           |
| Chris Sherbert               | M    | 26   | 6 de noviembre de 2003           |
| Beverly Guy                  | F    | 52   | 6 de noviembre de 2003           |
| Johnny Joe Coxie             | M    | 29   | 19 de diciembre de 2015          |
| Meagan Leigh McCraw-Coxie    | F    | 26   | 25 o 26 de diciembre de 2015     |
| Kala Brown (sobrevivió)      | F    | 30   | 31 de agosto de 2016             |
| Charlies David Carver        | M    | 32   | 31 de agosto de 2016             |

## Arresto e investigación
Kohlhepp fue arrestado poco después del rescate de Brown. Más tarde confesó los tiroteos de Chesnee y los asesinatos de los Coxie, a cambio de permitirle hablar con su madre, darle una fotografía y transferir dinero al fondo universitario del hijo de un amigo. Mientras se reunía con su madre, supuestamente confesó los asesinatos y el secuestro. Cuando confesó los tiroteos de Chesnee, Kohlhepp reveló detalles de los asesinatos que nunca fueron hechos públicos.
Una búsqueda en la propiedad de Kohlhepp también descubrió numerosas armas, incluidas pistolas de 9 mm equipadas con silenciadores, rifles semiautomáticos y una cantidad indeterminada de municiones. Debido a que no hubo registro de una verificación de antecedentes a nombre de Kohlhepp para la compra de un arma de fuego, los investigadores creen que probablemente adquirió las armas ilegalmente.
Poco después del arresto de Kohlhepp, las autoridades del condado de Spartanburg descubrieron una serie de reseñas de productos aparentemente en broma para diversos artículos, como candados, palas, pistolas Taser y accesorios para armas en el sitio web minorista Amazon.com, escritas por un usuario conocido simplemente como "yo". Una reseña sobre un candado decía: "candados sólidos... tienen 5 en un contenedor de envío... no los detendrá... pero seguro que los retrasará hasta que sean demasiado viejos para preocuparse". Otro, escrito para una pala plegable, decía: "guárdalo en el auto para cuando tengas que esconder los cuerpos y hayas dejado la pala grande en casa... no viene con un enano, lo cual hubiera sido bueno". La página de "lista de deseos" del crítico figuraba como Todd Kohlhepp.
Tras su arresto, Kohlhepp afirmó a su madre que había muchas otras víctimas además de las mencionadas anteriormente. Cuando su madre le preguntó cuántos, su respuesta fue: "No tienes suficientes dedos". Durante el interrogatorio, afirmó haber disparado a una víctima en Arizona. El 18 de noviembre de 2016, se informó que el Departamento de Policía de Tempe había comenzado una investigación sobre el reclamo de Kohlhepp, buscando entre homicidios sin resolver en las últimas tres décadas. Dijeron que se centrarían en casos que datan de 1983 a 1986, cuando Kohlhepp vivía con su padre; y también entre agosto de 2001, cuando Kohlhepp cumplió su condena por secuestro, y noviembre de 2001, cuando regresó a Carolina del Sur.
El 25 de noviembre de 2016, la policía de Greer, Carolina del Sur, anunció que habían nombrado a Kohlhepp como persona de interés en un robo a un banco sin resolver y un triple homicidio de 2003 en el Blue Ridge Savings Bank local. Este crimen estuvo separado del tiroteo de Chesnee por seis meses. Sin embargo, al 16 de mayo de 2018, no se estableció ningún vínculo definitivo entre Kohlhepp y los asesinatos, y Kohlhepp ha negado cualquier participación en el caso.
En diciembre de 2017, Kohlhepp escribió al Spartanburg Herald-Journal afirmando que tenía más víctimas que no habían sido descubiertas.

## Procedimientos judiciales y declaraciones de culpabilidad
Kohlhepp fue acusado de cuatro cargos de asesinato en relación con los tiroteos de Chesnee y un cargo de secuestro en relación con el secuestro de Brown. Más tarde fue acusado de tres cargos adicionales de asesinato por los asesinatos de Carver y los Coxies, junto con un cargo adicional de secuestro y tres cargos de posesión de un arma durante la comisión de un delito violento. La próxima comparecencia judicial de Kohlhepp estaba programada para el 19 de enero de 2017, donde el abogado de Kohlhepp renunció a su derecho a comparecer.
Según un informe de WLTX, los familiares de las víctimas del tiroteo en Chesnee presentaron una demanda por muerte por negligencia en su contra. El 1 de diciembre, se anunció que Brown también presentó una demanda civil en su contra.
El 26 de mayo de 2017, Kohlhepp se declaró culpable de siete cargos de asesinato, dos cargos de secuestro y un cargo de agresión sexual criminal y fue sentenciado a siete cadenas perpetuas consecutivas sin posibilidad de libertad condicional en un acuerdo de culpabilidad que lo salvó de la pena capital.
Aunque su defensa juró en su sentencia que no se encontraron otras víctimas, desde entonces Kohlhepp ha admitido repetidamente que hubo al menos otros dos asesinatos. Hasta agosto de 2018, no había proporcionado a las autoridades los detalles. Kohlhepp se encuentra actualmente encarcelado en la institución correccional Lieber.
En agosto de 2020, algunas de las pertenencias de Kohlhepp fueron a subasta y las ganancias se donaron a las familias de las víctimas.

## Dustan Lawson
Dustan Lawson, un hombre acusado de comprar armas de fuego y silenciadores para Kohlhepp a pesar de saber que era un delincuente convicto, enfrentó cargos federales. Lawson admitió haber comprado al menos 12 armas y cinco silenciadores entre 2012 y 2016, mintiendo que eran para él. En 2018, se declaró culpable de 36 cargos federales por posesión de armas de fuego y fue sentenciado a ocho años y tres meses de prisión. Lawson está cumpliendo su condena en Butner Medium I FCI y su liberación está prevista para el 12 de noviembre de 2024.